# Saint Kitts en Nevis op de Gemenebestspelen

Vlag van Saint Kitts en Nevis

Saint Kitts en Nevis is een federale staat die deelneemt aan de Gemenebestspelen (of Commonwealth Games). Sinds 1978 heeft Saint Kitts en Nevis tienmaal deelgenomen. In totaal over deze tien edities won Saint Kitts en Nevis 1 medaille.

## Medailles
| Saint Kitts en Nevis op de Gemenebestspelen | Saint Kitts en Nevis op de Gemenebestspelen | Saint Kitts en Nevis op de Gemenebestspelen | Saint Kitts en Nevis op de Gemenebestspelen | Saint Kitts en Nevis op de Gemenebestspelen | Saint Kitts en Nevis op de Gemenebestspelen |
| ------------------------------------------- | ------------------------------------------- | ------------------------------------------- | ------------------------------------------- | ------------------------------------------- | ------------------------------------------- |
| Jaar                                        | Goud                                        | Zilver                                      | Brons                                       | Totaal                                      | Rang                                        |
| 1978                                        | -                                           | -                                           | -                                           | -                                           | /                                           |
| 1990                                        | -                                           | -                                           | -                                           | -                                           | /                                           |
| 1994                                        | -                                           | -                                           | -                                           | -                                           | /                                           |
| 1998                                        | -                                           | -                                           | -                                           | -                                           | /                                           |
| 2002                                        | 1                                           | -                                           | -                                           | 1                                           | 25                                          |
| 2006                                        | -                                           | -                                           | -                                           | -                                           | /                                           |
| 2010                                        | -                                           | -                                           | -                                           | -                                           | /                                           |
| 2014                                        | -                                           | -                                           | -                                           | -                                           | /                                           |
| 2018                                        | -                                           | -                                           | -                                           | -                                           | /                                           |
| 2022                                        | -                                           | -                                           | -                                           | -                                           | /                                           |